# 初登場
《初登場》是台灣女歌手江蕙於2009年4月15日發行的演唱會專輯。

## 唱片版本
- CD[1]
- DVD
- 藍光BD[2]

## 曲目
1. Opening
2. 博杯
3. 感情放一邊
4. 夢中之歌
5. 等愛的女人
6. 愛情雨
7. 無情的人請你離開
8. 想起伊
9. 返來我身邊
10. 無言花
11. 孤女的願望
12. 人客的要求
13. 水車姑娘
14. 孤戀花
15. 一個紅蛋
16. 心糟糟
17. 五更鼓
18. 山頂黑狗兄
19. 孤女的願望
20. 夜色
21. 苦酒的探戈
22. 我愛過
23. 你不識我
24. 再會啦心愛的無緣的人
25. 情網
26. SUKIYAKI
27. 風吹風吹
28. 愛我三分鐘
29. 傷心酒店
30. 家後
31. 配樂 風吹的願望
32. 斷腸詩
33. 紅線
34. 藝界人生
35. 美麗的交換
36. 惜別的海岸
37. 你著忍耐
38. 酒後的心聲
39. Ending

## 獎項
| 年份   | 金曲獎       | 獎項名稱       | 結果 |
| ------ | ------------ | -------------- | ---- |
| 2010年 | 第21屆金曲獎 | 最佳台語專輯獎 | 提名 |